# Conon (Mondkrater)
Conon ist ein Einschlagkrater auf der Mondvorderseite in den Montes Apenninus, westlich des Kraters Galen und nördlich des Sinus Fidei, durch den die etwa 37 km lange Mondrille Rima Conon in nordsüdlicher Richtung verläuft.
| Buchstabe | Position          | Durchmesser | Link |
| --------- | ----------------- | ----------- | ---- |
| A         | 19,66° N, 4,38° O | 6 km        |      |
| W         | 18,7° N, 3,07° O  | 4 km        |      |
| Y         | 22,33° N, 1,81° O | 4 km        |      |

Der Krater wurde 1935 von der IAU nach dem griechischen Astronomen und Mathematiker Konon von Samos offiziell benannt.